# Region Kidal
Region Kidal – jeden z 8 regionów w Mali, znajdujący się w północno-wschodniej części kraju.

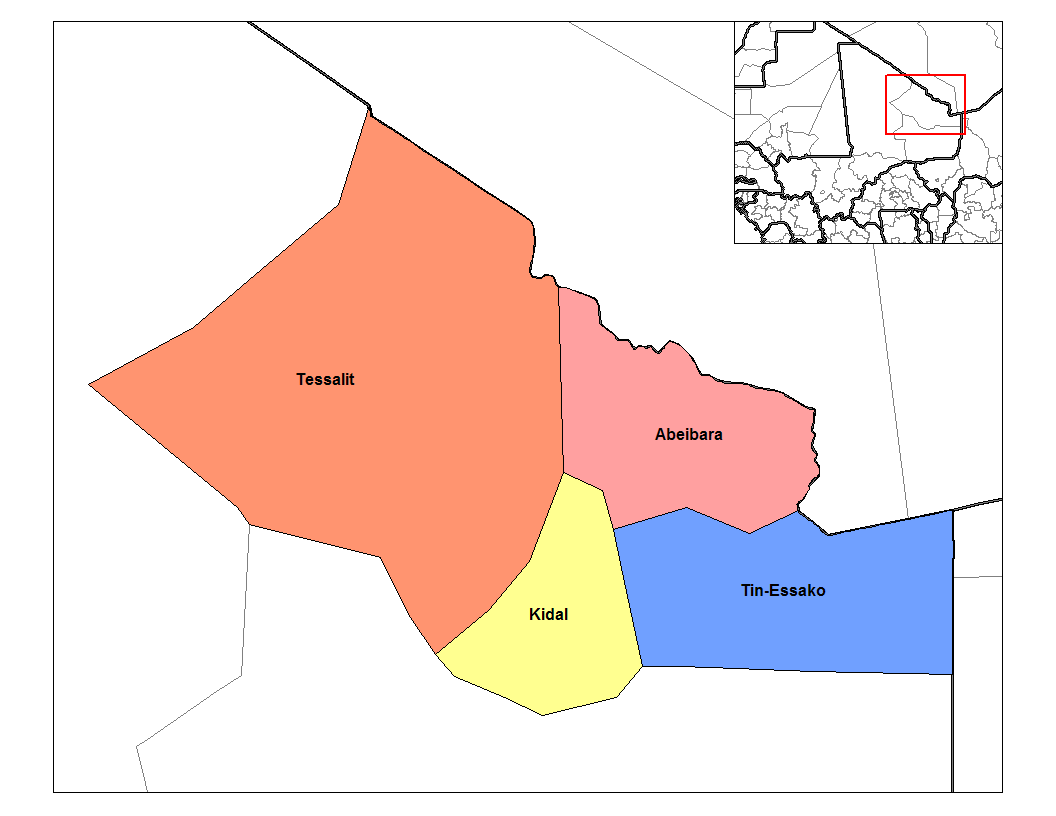
Okręgi regionu Kidal